# Pristimantis imitatrix
Pristimantis imitatrix là một loài động vật lưỡng cư trong họ Strabomantidae, thuộc bộ Anura. Loài này được Duellman mô tả khoa học đầu tiên năm 1978.